# Сант'Антонино Шортино (Месина)
Сант'Антонино Шортино је насеље у Италији у округу Месина, региону Сицилија.
Према процени из 2011. у насељу је живело 366 становника. Насеље се налази на надморској висини од 780 м.